# Verbruikspunt-drinkwatersystemen

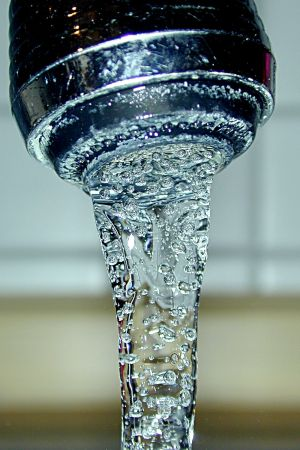
De kraan als verbruikspunt van drinkwater

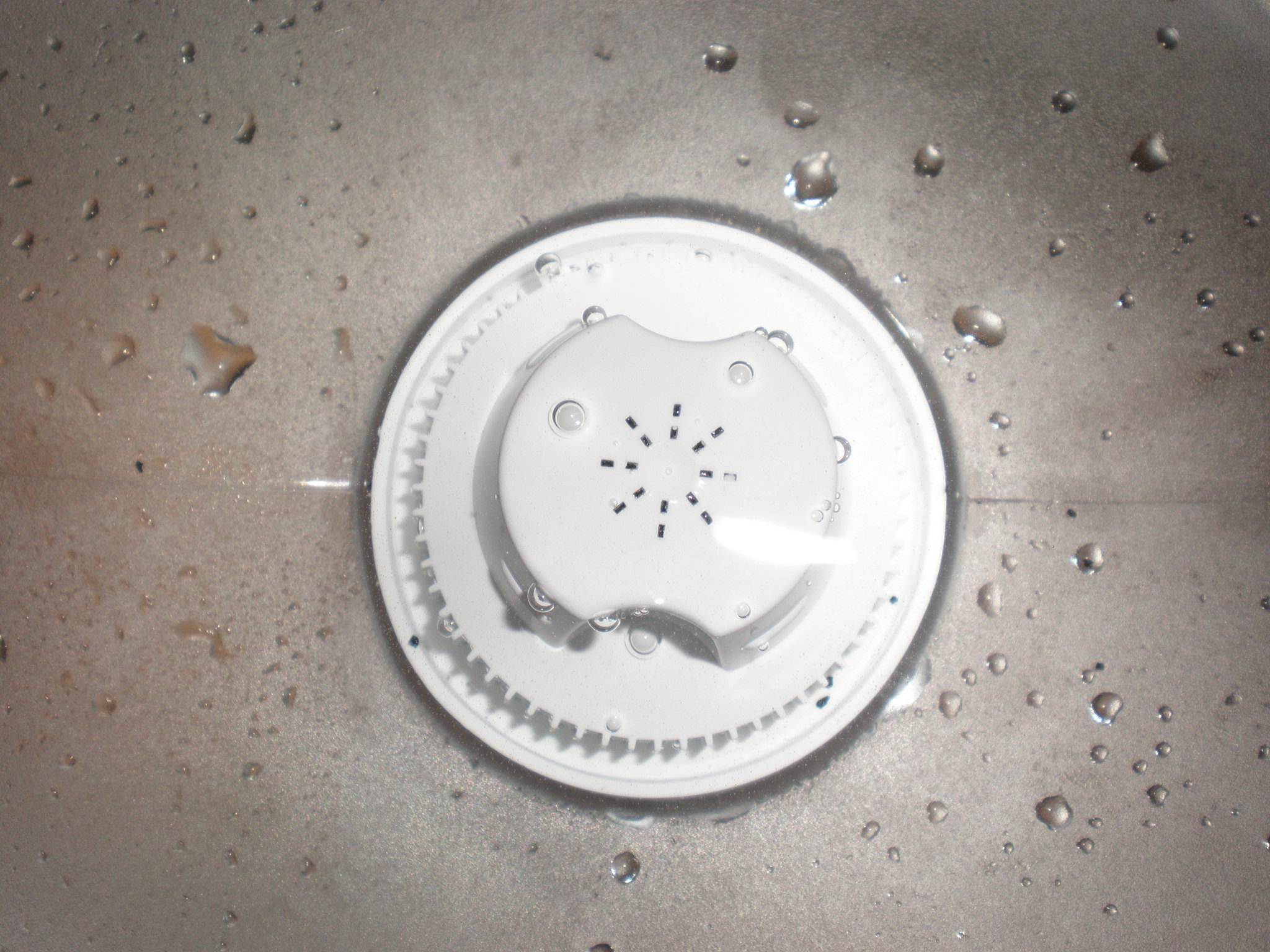
Een filter in een waterkan

Verbruikspuntdrinkwaterfiltersystemen zijn filtersystemen voor het filteren van drinkwater die in de buurt van het verbruikspunt zijn gemonteerd, zoals bij het keukenaanrecht. Ze onderscheiden zich van andere filtersystemen doordat die meestal het water filteren direct na de waterteller of pomp.

## Typen
- Apart aftapkraantje op het keukenaanrecht. De eerste generatie verbruikspuntdrinkwaterfiltersystemen waren enkel te detecteren via het aparte lage druk - aftapkraantje op het keukenaanrecht.
- Drie - of vierfunctie keukenaanrecht mengkranen, waarbij een van de functies zorgt voor het aftappen van het extra gezuiverde consumptiewater dat werd geproduceerd door een osmose-  of actieve kool - onderbouwunit in de keukenkast.
- Schuimstraalbreker. Er zijn ook systemen die met de schuimstraalbreker van de keukenkraan zijn verbonden en boven op het aanrecht zijn geplaatst. De meeste draagbare systemen hebben dergelijke aansluitingen.
- Kansysteem. Er zijn ook systemen die met een kansysteem werken en zo via natuurlijke doorsijpeling door actieve kool de watersamenstelling veranderen.

## Werkingsprincipe
Deze systemen bevatten meestal een aantal stappen: 
- een sedimentfilter tegen vuildeeltjes zoals roest en kalkaanslag
- eventueel een tweede sedimentfilter met kleinere poriën
- een actieve koolfilter om organische stoffen, chemicaliën en chloor te verwijderen die de omgekeerde osmose membranen kunnen verstoppen of kapotmaken
- ultrafiltratie met een omgekeerde osmose filter (RO-filter, reverse osmosis filter) met een dunne laag composiet membraan (TFC membraan), bij de omgekeerde osmose drinkwatersystemen.
- eventueel een tweede koolfilter om de chemicaliën te absorberen die niet werden verwijderd door het eerste koolfilter en het RO-filter

Verbruikspuntdrinkwaterfiltersystemen passen een lage druk vorm van filtratie toe die werkt op de waterdruk van het leidingnet. Het gezuiverde water wordt opgevangen in een buffertank. Aanvullend kan een uv-lamp worden ingezet voor het doden van bacteriën die kunnen groeien na het omgekeerde osmose membraan.
In sommige systemen is de eerste koolfilter weggelaten en wordt een cellulosetriacetaatmembraan (CTA) gebruikt. De CTA-membraan is gevoelig voor rotting tenzij beschermd door gechloreerd water, terwijl het TFC-membraan gevoelig is voor breken onder invloed van chloor.
Bij gebruik van omgekeerde-osmose-membranen, de meest grondige en ook veruit duurste onderdelen van een verbruikspuntdrinkwaterfiltersysteem, zal de hoeveelheid opgeloste stoffen (TVS of totaal vaste stof) verminderen en kan de pH-waarde (zuurtegraad) veranderen, een en ander afhankelijk van de kwaliteit van het gebruikte leidingwater. Gevolg van een lagere TVS is dat het oplossingsvermogen van het water daardoor zal toenemen. Bij koffie- en theebereiding zal het verbruik van de grondstof thee of koffie voor eenzelfde smaakintensiteit daardoor bijvoorbeeld afnemen.

## Toepassingen en beperkingen
Verbruikspuntdrinkwaterfiltersystemen kunnen een alternatief zijn voor  het grootschalig gebruik van flessenwater. De filtersystemen zijn bruikbaar voor het drink- en ander consumptiewater zoals voor de bereiding van thee, koffie, soep en het koken van pasta en rijst.
Een verbruikspuntdrinkwaterfiltersysteem is alleen geschikt de filtering van schoon leidingwater. Toepassing op water van eigen geboorde en gestoken putten is af te raden vanwege de onstabiele samenstelling van het water uit deze bronnen. Hoge nitraat en, erger, nitrietgehaltes kunnen in combinatie met actieve kool een tegengesteld effect doen ontstaan.

## Controle en onderhoud
Alle systemen vragen een regelmatige controle en vooral periodiek onderhoud, zoals het vervangen van voorfilters en actieve koolfilters bij alle systemen en desinfectie van de voorraadtank en ingebouwde TVS-meting bij omgekeerde osmose. Een verzadigde actieve koolfilter laat de eerder weerhouden stoffen dikwijls los. Zonder regelmatige controle, onderhoud en desinfectie is verontreiniging mogelijk door bacteriën en schimmels.
Er zijn elektronische waterhardheids-, TVS- en pH-meters ter grootte van een balpen te verkrijgen om zelf de werking van een systeem te testen. Ook teststrips die nitraat en nitriet meten zijn te koop.
Laboratoria kunnen worden ingeschakeld om de kwaliteit van het water voor en na het verbruikspuntdrinkwaterfiltersysteem onderzoeken, zowel op chemisch als op bacteriologisch vlak.